# 蘇姆卡河
蘇姆卡河是俄羅斯的河流，位於韃靼斯坦共和國內，屬於伏爾加河的左支流，最終在澤列諾多爾斯克附近注入古比雪夫水庫，河道全長23公里，流域面積197平方公里，共有5條支流。